# Vladislav Musil
Vladislav Musil (* 27. dubna 1953 Boskovice) je český vysokoškolský pedagog, bývalý vedoucí ústavu mikroelektroniky na Fakultě elektrotechniky a komunikačních technologií Vysokého učení technického v Brně, elektrotechnik se zaměřením na integrované obvody a lokální politik. Od roku 2014 je prezidentem mezinárodního společenství pro mikroelektroniku a pouzdření IMAPS.

## Život
Vystudoval gymnázium v Boskovicích. V letech 1971–1977 studoval obor Sdělovací technika na Vysokém učení technickém v Brně, Fakulta elektrotechnická, na které navázal vědeckou aspiranturou, kterou úspěšně zakončil v roce 1981. Během aspirantury pracoval jako vývojový inženýr ve společnosti Metra Blansko. Dále působil jako odborný asistent až do jmenování docentem v roce 1987. V roce 2000 byl jmenován profesorem. Jako docent absolvoval akademické stáže v Belgii (KHIWV Oostende), Velké Británii (Hull University, Bournemouth University, University of York a Leeds Metropolitan University) a Francii (TIMA INPG Grenoble) na kterých se věnoval návrhu a testování integrovaných obvodů.
Ve volbách do Evropského parlamentu v červnu 2024 kandidoval za hnutí ANO na 23. místě kandidátky. Získal 816 preferenčních hlasů a stal se tak 16. náhradníkem.

## Publikace
- Elektronová a iontová technika
- Vývoj aktivních polovodičových součástek. Brno: Novpress.
- Aktivní elektronické obvody. In 5th IMAPS Flash Conference 2019. Brno: NOVPRESS s.r.o., 2019. s. 28–32.
- Návrh digitálních integrovaných obvodů VLSI a jazyk VHDL. 2007.